# Giovanni Scalise
Giovanni Scalise (Crotone, 8 aprile 1883 – Crotone, 9 aprile 1968) è stato un pittore italiano.

## Biografia[1]
Giovanni Scalise nacque a Crotone l'8 aprile 1883 da Gabriele, commerciante di prodotti per la casa, e da Chiara Juzzolini. Sin da piccolo dimostrò particolare talento per il disegno, facendolo sui muri delle case del quartiere dove lui abitava. Nel 1902 conseguì il diploma alle scuole tecniche e l'anno successivo si trasferì a Napoli, ospite di uno zio, per iscriversi al Regio Istituto di Belle Arti che frequentò per sei anni, fino ad ottenere il diploma nel febbraio del 1909. Frequentò in quel periodo anche un corso di pittura.
Nel 1912 fece ritorno a Crotone per intraprendere l'attività di docente, ottenendo una cattedra in disegno alla Regia Scuola Tecnica (che verrà poi ribattezzata come Avviamento professionale). Divenne in seguito socio aderente della società "Mattia Preti" di Reggio Calabria diretta da Alfonso Frangipane.
Nel 1924 partecipò alla III Mostra Calabrese d'Arte Moderna di Reggio Calabria con il dipinto Meditazione, che venne acquistato da un istituto pubblico e gli fece vincere il premio speciale “Ruben Santoro”.
Nel 1925 convolò a nozze con Luigina Stricagnolo, da lui affettuosamente chiamata "Gigia", con la quale ebbe sei figli.
Nel 1926 partecipò alla IV Biennale d'Arte Calabrese di Reggio Calabria con il quadro Mestizia, acquistato poi da Vittorio Emanuele III per metterlo tra le sue collezioni.
Nel 1928 partecipò alla IV Biennale Nazionale Calabrese di Reggio Calabria con il dipinto Ragazza calabrese, per il quale ricevette diversi consensi da parte dell'opinione pubblica. Nello stesso anno partecipò anche alla Mostra Sindacale con il dipinto Sosta, nuovamente acquistato da Vittorio Emanuele III, e in estate alla Mostra Silana delle Arti decorative e popolari di San Giovanni in Fiore patrocinata dal Ministro dei lavori pubblici Michele Bianchi.
Nel 1930 il Ministero dell'educazione nazionale, allora guidato da Balbino Giuliano, acquistò il dipinto Ragazza, altro capolavoro del pittore crotonese. Nel 1934 un altro dipinto, intitolato Preghiera del contadino, venne stavolta acquistato dal Ministero delle corporazioni che lo fece collocare nel salone dei Consorzi di Bonifica raggruppati di Catanzaro.
Nel 1943, a causa della guerra, fu costretto a lasciare Crotone e a recarsi con la sua famiglia a Santa Severina.
Nel 1947 e nel 1948 realizzò due pergamene in miniatura come riconoscimenti: la prima per la Città di Crotone, che la donò all'on. Fausto Gullo; la seconda invece per i dipendenti comunali, che la donarono all'allora sindaco di Crotone Silvio Messinetti.
Nel 1952 realizza il dipinto Zeusi, ispirato al famoso racconto di Cicerone e poi di Plinio vecchio, secondo cui il famoso pittore greco non trovando una modella adatta a rappresentare la bellezza di Elena di Troia, scelse 5 giovanni donne di Crotone e di ognuna dipinge la parte più pregevole. Il dipinto, di proprietà del Comune ed allocato per diversi anni nel Centro culturale del Bastione Toledo, è stato spostato nel 2023 nel Museo Archeologico Nazionale di Capocolonna(()).
Nel 1954 partecipò alla Mostra Sindacale di Reggio Calabria dove espose altri quattro dipinti, di cui tre nature morte. Partecipò inoltre alla IV Mostra d’Arte e Artigianato di Vibo Valentia con due opere.
Nel 1956 venne invitato ad esporre il dipinto Ragazza mesta alla IV Mostra Nazionale di Bari. Nel 1958 venne anche invitato da Gaetano Asturi, direttore del settimanale Magna Graecia, ad allestire una mostra di pittura (oltre quaranta opere) nei saloni del Grande Albergo.
Nel 1962 venne nominato accademico di merito dall'Accademia dei Cinquecento di Roma.
Negli anni Sessanta, Scalise fu molto attivo nella vita artistica della città; fu uno dei fautori delle "Marguttiane Crotonesi", manifestazioni espositive a cui partecipavano tutti gli artisti del luogo. Nel 1965 fu promotore insieme al dott. Aurelio Rizzuti (appassionato d'arte e di musica) del Circolo artistico culturale di cui ottenne la nomina di presidente onorario.
Giovanni Scalise si spense a Crotone il 9 aprile 1968.
Nel 2013 il Comune di Crotone gli intitola una via della Città.